# یان فن هایسوم
یان فن هایسوم (به هلندی: Jan van Huysum)،(زاده ۱۵ آوریل ۱۶۸۲ - درگذشته ۸ فوریه ۱۷۴۹) نقاش هلندی بود.

## زندگی‌نامه

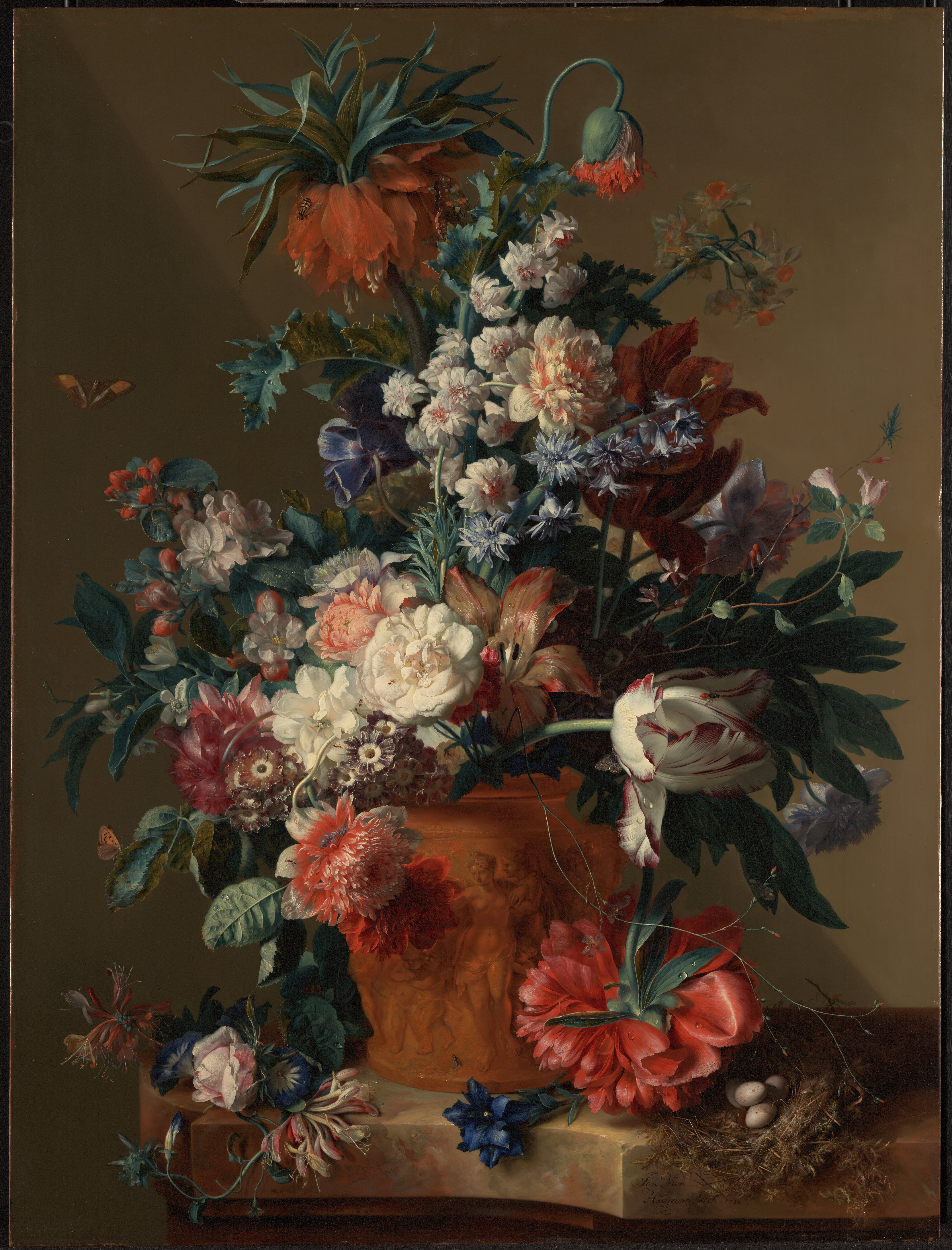
گلدان گل‌ها،۱۷۲۲

او برادر یاکوب فن هایسوم،پسر نقاش گل‌ها یاستوس فن هایسوم و نوه یان فن هایسوم اول بود که گفته می شود در تزئین سریع راهروها، پرده‌ها و گلدان‌ها مهارت داشت .یکی از نقاشی‌های یاستوس در گالری براونشوایگ نگهداری می‌شود.این نقاشی اورفئوس و جانوران را در چشم‌اندازی پردرخت نشان می‌دهد.

## نگارخانه

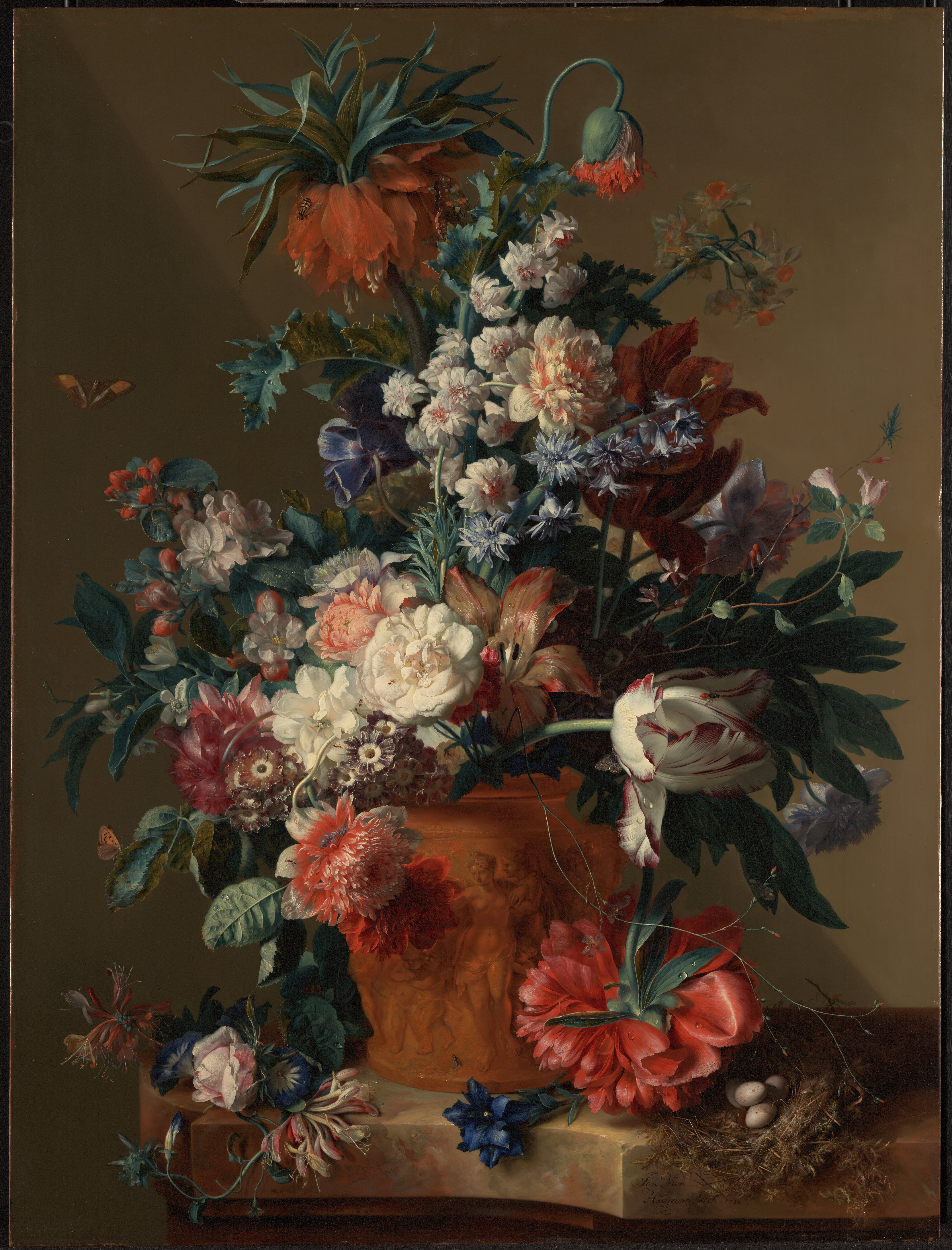
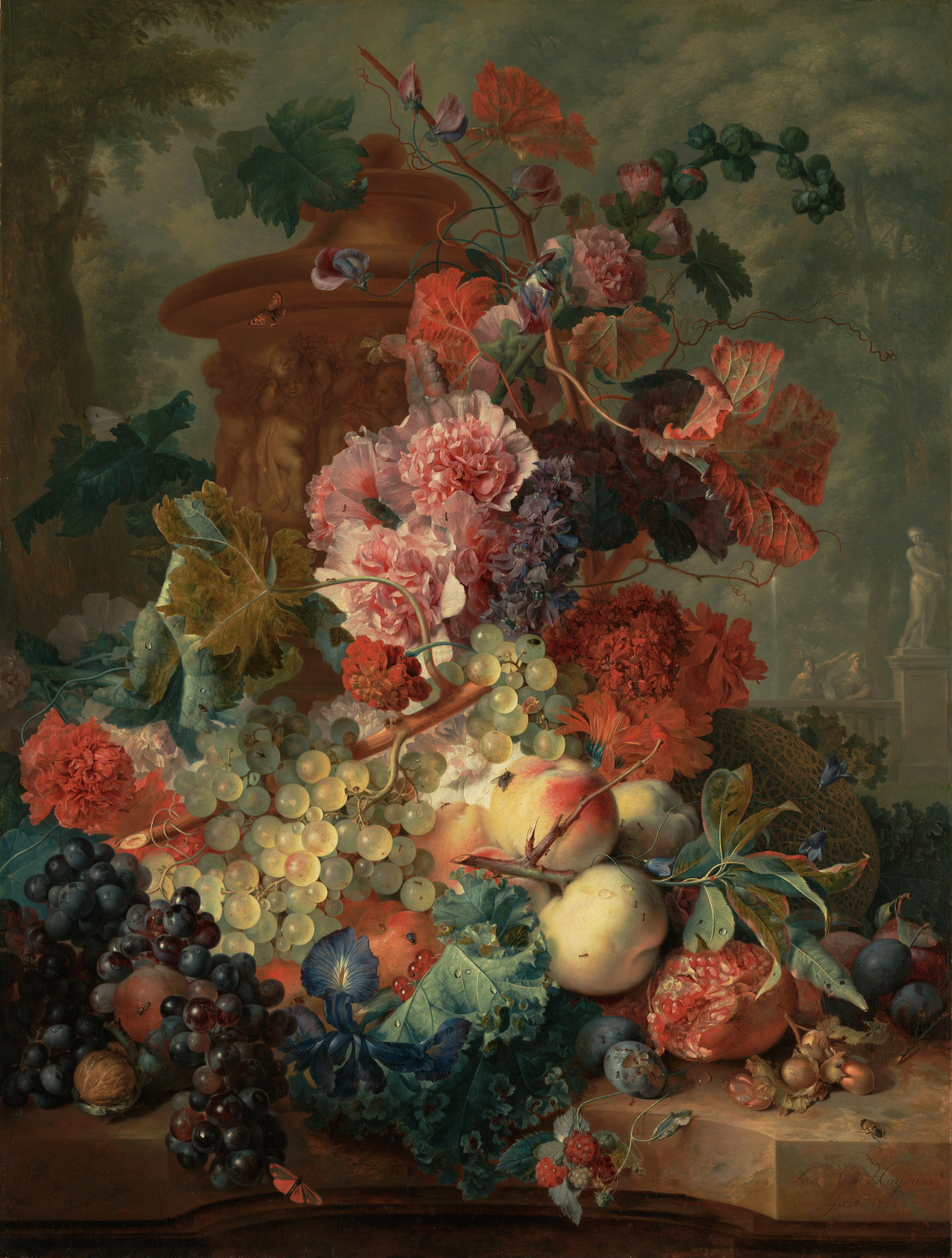
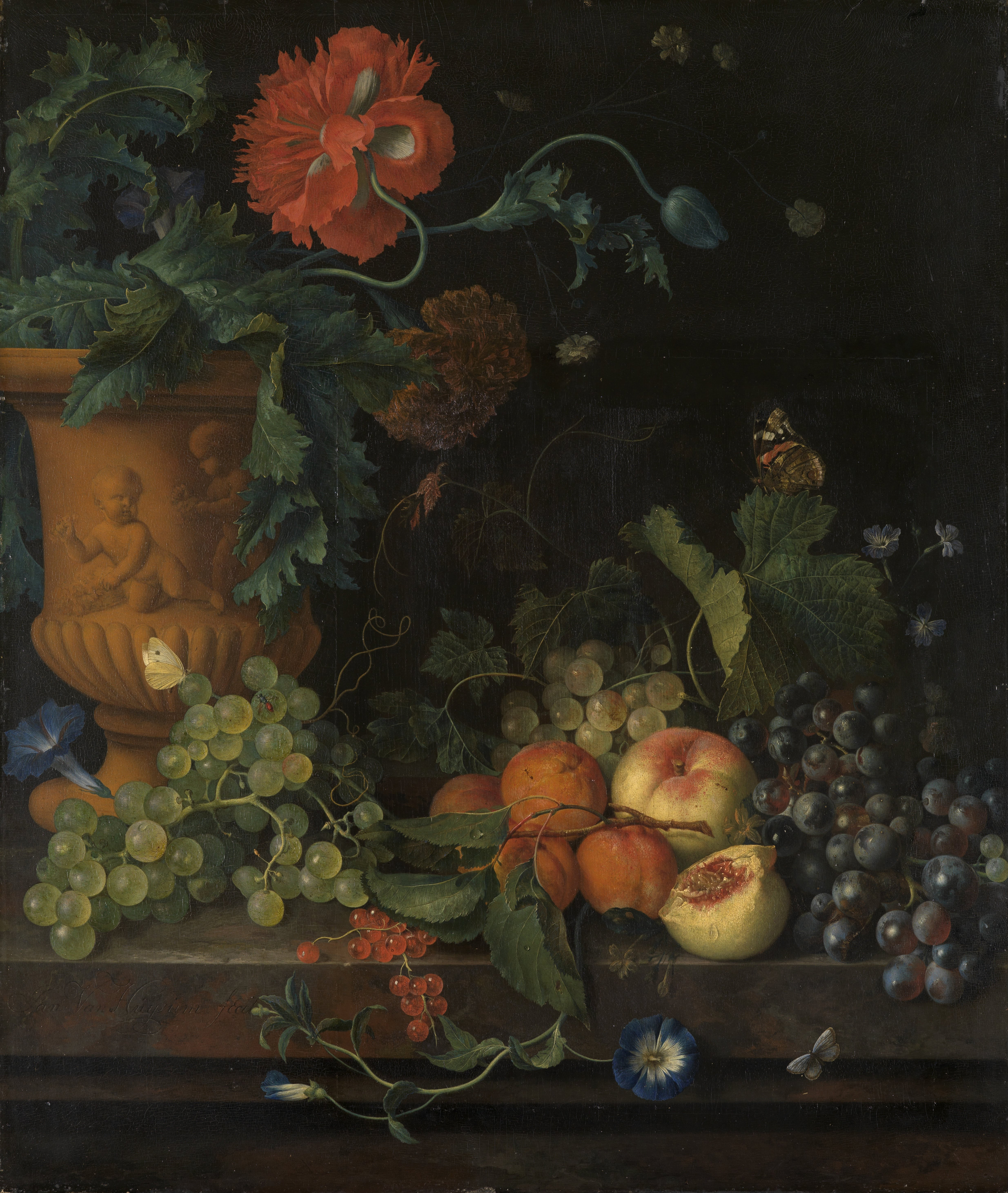